# Perfect (canción de Fairground Attraction)
«Perfect» es una canción del grupo británico Fairground Attraction, publicada en 1988, dentro del álbum The First of a Million Kisses. Fue el primer sencillo del primer álbum de la banda.

## Ventas
El sencillo alcanzó el número uno de las listas británicas el 14 de mayo de 1988, permaneciendo en esa posición durante una semana, y en la lista durante un total de trece semanas. También alcanzó el número uno en Sudáfrica y en Australia, durante tres semanas en agosto y septiembre de 1988.
En Estados Unidos llegó al puesto 80 de la lista Billboard.
En España también alcanzó el número uno en las listas de ventas en septiembre de 1988.

## Formatos
En Reino Unido se comercializó bajo los formatos de sencillo de vinilo, casete y sencillo en CD.

## Publicidad
Se utilizó como banda sonora en los anuncios de Asda a finales de la década de 1980 y a principios de la de 1990.

## Reedición
Posteriormente volvió a publicarse en el álbum recopilatorio Celtic Heart.

## Premios
Perfect obtuvo el premio al mejor sencillo en la edición de 1989 de los BRIT Awards.

## Versiones
El tema fue interpretado por la modelo y presentadora Esther Arroyo en el talent show (Concurso de talentos) Tu cara me suena en 2016.